# Mictris crispus
Mictris crispus är en fjärilsart som beskrevs av Herrich-Schäffer 1870. Mictris crispus ingår i släktet Mictris och familjen tjockhuvuden. Inga underarter finns listade i Catalogue of Life.